# 胚胎植入前遺傳篩選

１♂︎　精子從男性身上採集。
１♀︎　卵子從女性身上採集。
２ａ　採集的精子和卵子受精。
２ｂ　儲存胚胎。看看哪些胚胎茁壯。
３ａ　開發存活的胚胎。附上標本標識符。
３ｂ　活著胚胎進行所需性狀測試和整理結果。
４　　沒有所需性狀的胚胎並將其丟棄。
５　　剩下的胚胎繼續生長直到適合植入。
６ａ　有所需性狀的胚胎是植入。
６ｂ　有所需性狀的胚胎導致懷孕。
６ｃ　媽媽沒有所需性狀但雙胞胎都有。

胚胎植入前遺傳筛选（英語：preimplantation genetic screening，简称PGS）是一種優生學技術，配合試管嬰兒使用，該技術能筛查胚胎的潛在疾病基因，將有問題的胚胎提早銷毀，只留下無問題的，不但能提高試管嬰兒成功率也能讓遺傳病家庭有生子機會，更進一步能篩檢癌症等難治疾病基因達成人口優生化。
該技術1990年代初在英國自然雜誌上披露，最初用於性別篩選，最後很快發展為優生疾病篩選，引起部分宗教和科學界爭議，目前日本產科婦人科同業公會有做出非法律的行業規範此技術只能用於遺傳疾病家庭生育時的篩選，其餘多數國家則還沒有相關法規。
2013年中國中信湘雅遺傳醫院完成了世界首例商業大批量新技術PGS/PGD试管婴儿的出生，15名PGD嬰兒成功出生，在英國的欧洲生殖医学年会上獲得認可，新的技術克服了以往PGD技术只能针对特定的少数几条染色体检测的局限性，可以筛除全部染色体是否异常。